# Grubb Glacier
Grubb Glacier är en glaciär i Antarktis. Den ligger i Västantarktis. Argentina, Chile och Storbritannien gör anspråk på området. Grubb Glacier ligger 1 166 meter över havet.
Terrängen runt Grubb Glacier är bergig västerut, men österut är den kuperad.  Trakten är glest befolkad. Närmaste befolkade plats är Gonzalez Videla Station, 16,3 kilometer nordväst om Grubb Glacier. 